# Aloe sinkatana
Aloe sinkatana är en grästrädsväxtart som beskrevs av Gilbert Westacott Reynolds. Aloe sinkatana ingår i släktet Aloe och familjen grästrädsväxter.
Artens utbredningsområde är Sudan. Inga underarter finns listade i Catalogue of Life.

## Bildgalleri

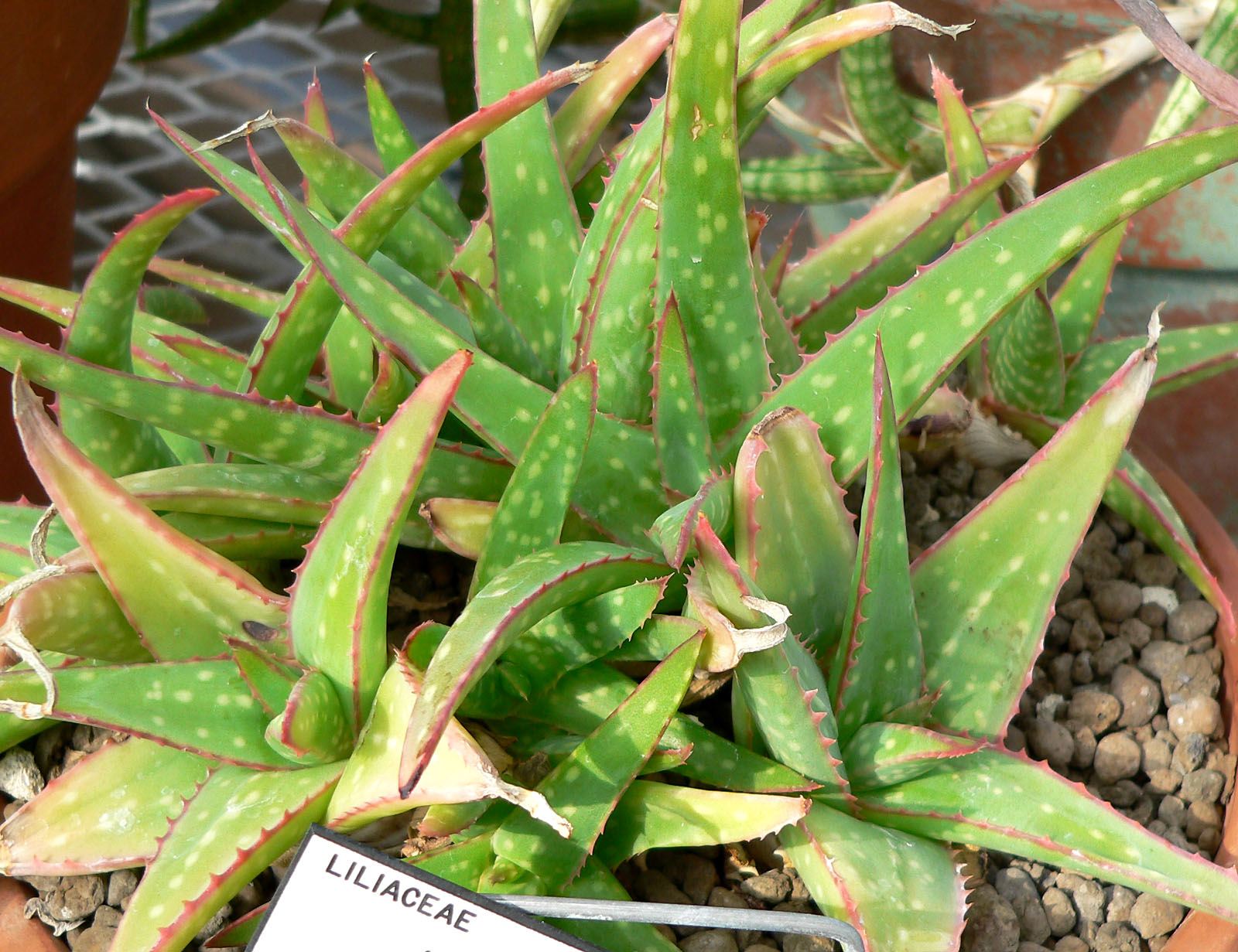
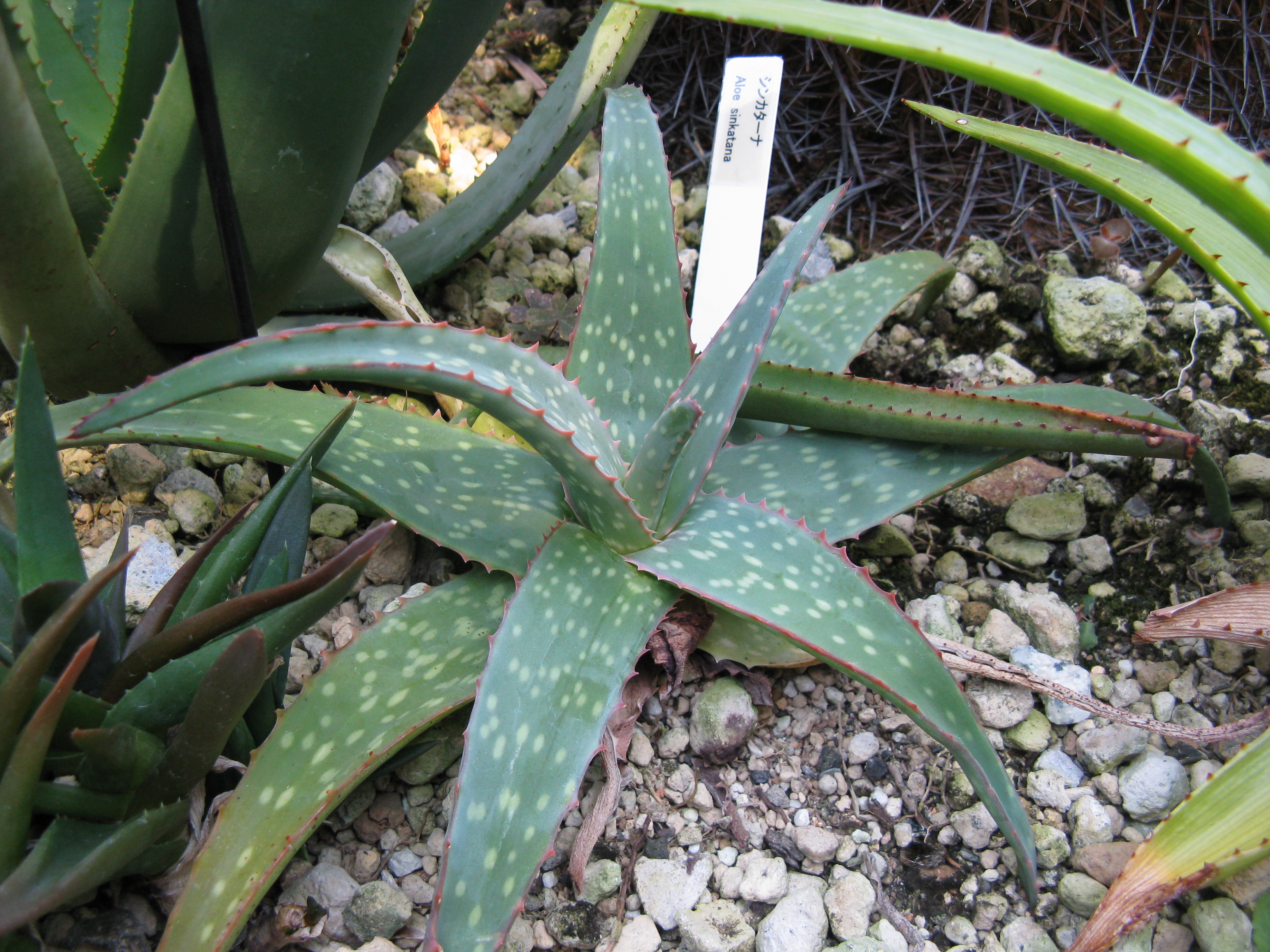
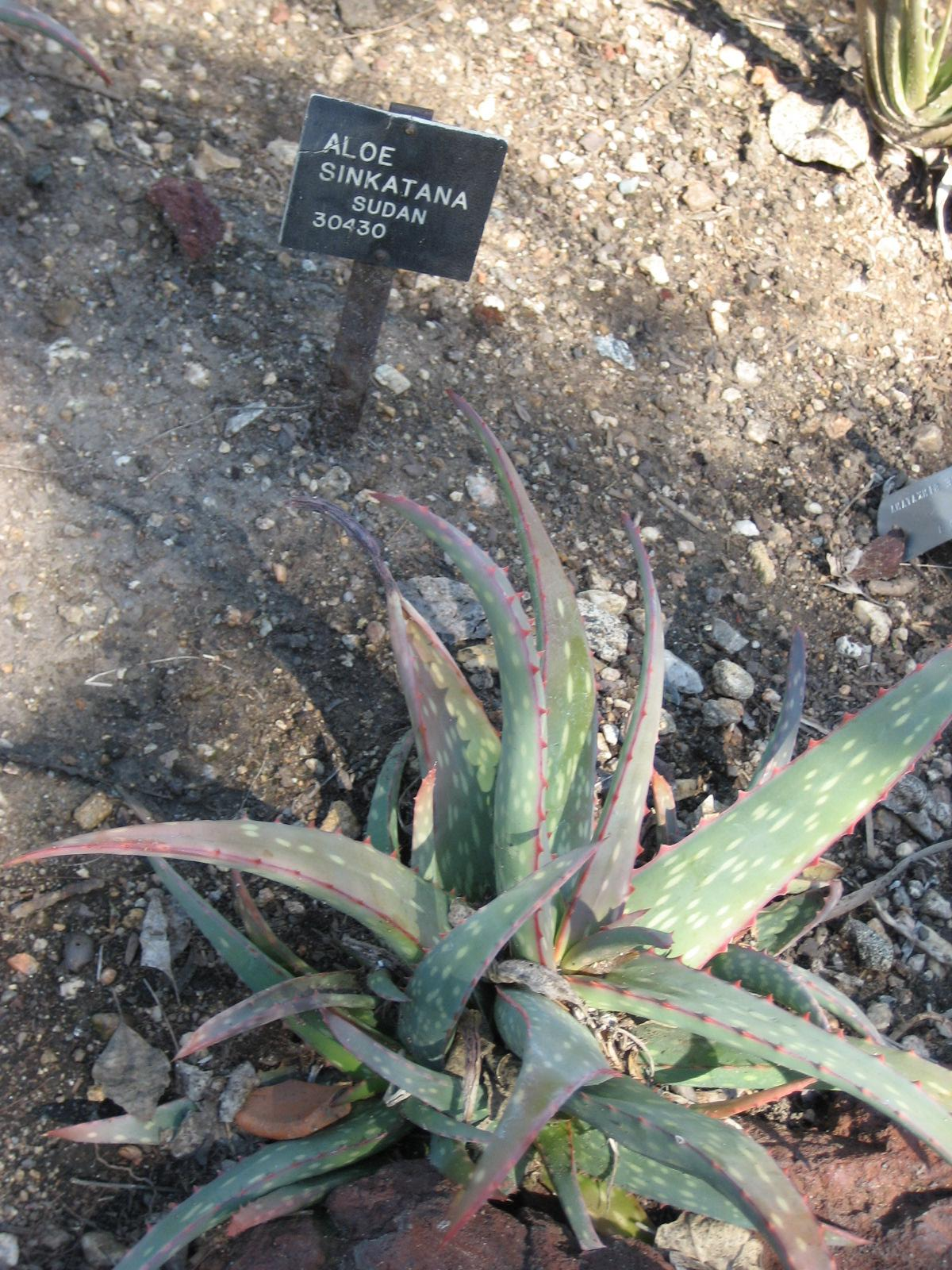